# مانشستر يونايتد موسم 2015–16
كان موسم 2015–16 هو الموسم الرابع والعشرون لمانشستر يونايتد في الدوري الإنجليزي الممتاز، والموسم الحادي والأربعين على التوالي في كرة القدم الإنجليزية.  إلى جانب الدوري الإنجليزي الممتاز، تنافس النادي أيضًا في كأس الاتحاد الإنجليزي، وكأس رابطة كرة القدم الإنجليزية، ودوري أبطال أوروبا والدوري الأوروبي. وشهد الموسم فوز مانشستر يونايتد بكأس الاتحاد الإنجليزي للمرة الثانية عشرة، وهو ما عادل الرقم القياسي آنذاك بفوزه 2–1 على كريستال بالاس في نهائي كأس الاتحاد الإنجليزي 2016. 